# Liga Superior de Turkmenistán 2016
La temporada 2016 de la Liga Superior de Turkmenistán (Liga Ýokary) es la 24.ª temporada del futbol profesional de Turkmenistán. Está será entre marzo y diciembre de 2016. El Altyn Asyr es el campeón defensor, título obtenido en la campaña 2015.

## Equipos
Un total de 10 equipos participan en la liga, incluyendo 9 de la temporada anterior y el campeón de la Liga Birinji 2015, el Köpetdag Aşgabat, quien sustituyó al FK Daşoguz.
| Club       | Ciudad      | Estadio            | Capacidad | Entrenador           |
| ---------- | ----------- | ------------------ | --------- | -------------------- |
| Ahal       | Annau       | Ashgabat           | 20,000    | Ali Gurbani          |
| Altyn Asyr | Ashgabat    | Ashgabat           | 20,000    | Ýazguly Hojageldiýew |
| Aşgabat    | Ashgabat    | Ashgabat           | 20,000    | Tofik Şukurow        |
| Balkan     | Balkanabat  | Tuplumy Balkanabat | 10,000    | Aleksandr Klimenko   |
| Turan      | Dashoguz    | Toplumy Dasoguz    | 10,000    |                      |
| Yedigen FK | Ashgabat    | HTTU Stadium       | 1,000     | Röwşen Meredow       |
| Energetik  | Mary        | Baýramaly          | 3000      | Rahym Gurbanmämmedow |
| Köpetdag   | Ashgabat    | Kopetdag           | 26,000    | Said Seýidow         |
| Merw       | Mary        | Toplumy Mary       | 10,000    | Magtym Begenjow      |
| Şagadam    | Türkmenbaşy | Şagadam Stadium    | 5,000     | Rejepmyrat Agabaýew  |

1. ↑  El FK Daşoguz revirtió su nombre a Turan FK.
2. ↑  El HTTU Aşgabat cambió su nombre a Yedigen FK.

## Tabla de posiciones
| Pos | Equipo        | PJ | PG | PE | PP | GF | GC | Dif | Pts |
| --- | ------------- | -- | -- | -- | -- | -- | -- | --- | --- |
| 01. | FC Altyn Asyr | 17 | 14 | 3  | 0  | 53 | 10 | +43 | 45  |
| 02. | Balkan        | 18 | 10 | 5  | 3  | 27 | 17 | +10 | 35  |
| 03. | FC Energetik  | 18 | 10 | 4  | 4  | 29 | 20 | +9  | 34  |
| 04. | FC Ahal       | 18 | 8  | 5  | 5  | 32 | 22 | +10 | 29  |
| 05. | FC Ashgabat   | 18 | 7  | 4  | 7  | 29 | 19 | +10 | 25  |
| 06. | Merw          | 18 | 7  | 4  | 7  | 18 | 21 | -3  | 25  |
| 07. | Yedigen       | 18 | 6  | 4  | 8  | 22 | 28 | −6  | 22  |
| 08. | Kopetdag      | 17 | 4  | 4  | 9  | 18 | 29 | -11 | 16  |
| 09. | Shagadam      | 18 | 3  | 5  | 10 | 13 | 22 | -9  | 14  |
| 10. | Turan         | 18 | 0  | 2  | 16 | 13 | 61 | −48 | 2   |

Pts = Puntos; PJ = Partidos jugados; G = Partidos ganados; E = Partidos empatados; P = Partidos perdidos; GF = Goles anotados; GC = Goles recibidos; Dif = Diferencia de goles

(C) = Campeón.

Fuente:
|  | Copa AFC 2017 (Fase de grupos)                      |
|  | Copa AFC 2017 (Play-off)                            |
|  | Descenso a la Primera División de Turkmenistán 2017 |